# Pseudopanurgus neomexicanus
Pseudopanurgus neomexicanus is een vliesvleugelig insect uit de familie Andrenidae. De wetenschappelijke naam van de soort is voor het eerst geldig gepubliceerd in 1898 door Cockerell.